# Erich von Kielmansegg
Erich von Kielmansegg (ur. 13 lutego 1847 w Hanowerze, zm. 5 lutego 1923 w Wiedniu) – austriacki polityk i urzędnik państwowy, minister spraw wewnętrznych i premier Austrii (1895).

## Życiorys
Dorastał w Hanowerze i Frankfurcie nad Menem. Rozpoczął studia prawnicze na Uniwersytecie w Heidelbergu, jednak w 1866 roku wyjechał wraz z rodziną do Austrii i studia kontynuował na Uniwersytecie Wiedeńskim.
Po studiach pracował w cesarskiej służbie administracyjnej – w Wiedniu, Baden, Czerniowcach i Klagenfurcie. W latach 1871–1873 był sekretarzem premiera Adolfa Carla Daniela von Auersperga. Od 1886 roku był szefem wydziału policyjnego ministerstwa spraw wewnętrznych. W ramach swojej działalności przygotowywał ustawy z zakresu polityki społecznej. W 1889 roku został gubernatorem Dolnej Austrii i pełnił tę funkcję z przerwami przez 22 lata. Miał silny wpływ na powstanie tzw. „Wielkiego Wiednia” i rozwój tego miasta.
Od 18 czerwca do 2 października 1895 sprawował tymczasowo funkcję ministra spraw wewnętrznych i premiera Austrii.